# Nuevo Tumbalá
Nuevo Tumbalá är en ort i Mexiko.   Den ligger i kommunen Ocosingo och delstaten Chiapas, i den sydöstra delen av landet, 900 km öster om huvudstaden Mexico City. Nuevo Tumbalá ligger 355 meter över havet och antalet invånare är 123.
Terrängen runt Nuevo Tumbalá är huvudsakligen kuperad, men åt nordväst är den platt. Terrängen runt Nuevo Tumbalá sluttar norrut. Runt Nuevo Tumbalá är det glesbefolkat, med 16 invånare per kvadratkilometer. Närmaste större samhälle är Nueva Palestina, 18,4 km söder om Nuevo Tumbalá. I omgivningarna runt Nuevo Tumbalá växer i huvudsak städsegrön lövskog.